# Тейчіда (переписна місцевість, Вісконсин)
Тейчіда (англ. Taycheedah) — переписна місцевість (CDP) в США, в окрузі Фон-дю-Лак штату Вісконсин. Населення — 643 особи (2020).

## Географія
Тейчіда розташована за координатами 43°48′45″ пн. ш. 88°23′19″ зх. д. / 43.81250° пн. ш. 88.38861° зх. д. (43.812524, -88.388585).  За даними Бюро перепису населення США в 2010 році переписна місцевість мала площу 2,82 км², з яких 1,89 км² — суходіл та 0,94 км² — водойми.

## Демографія
Згідно з переписом 2010 року, у переписній місцевості мешкали 704 особи в 273 домогосподарствах у складі 215 родин. Густота населення становила 249 осіб/км².  Було 297 помешкань (105/км²).
Расовий склад населення:
| - 97,0 % — білих - 1,0 % — азіатів - 0,4 % — корінних американців - 0,3 % — чорних або афроамериканців |

До двох чи більше рас належало 0,7 %. Частка іспаномовних становила 2,3 % від усіх жителів.
За віковим діапазоном населення розподілялося таким чином: 20,9 % — особи молодші 18 років, 66,3 % — особи у віці 18—64 років, 12,8 % — особи у віці 65 років та старші. Медіана віку мешканця становила 43,9 року. На 100 осіб жіночої статі у переписній місцевості припадало 108,3 чоловіків;  на 100 жінок у віці від 18 років та старших — 105,5 чоловіків також старших 18 років.
Середній дохід на одне домашнє господарство  становив 72 611 долар США (медіана — 64 213), а середній дохід на одну сім'ю — 69 452 долари (медіана — 62 981). За межею бідності перебувало 1,4 % осіб, у тому числі 0,0 % дітей у віці до 18 років та 11,1 % осіб у віці 65 років та старших.
Цивільне працевлаштоване населення становило 431 особа. Основні галузі зайнятості: освіта, охорона здоров'я та соціальна допомога — 20,9 %, мистецтво, розваги та відпочинок — 19,3 %, транспорт — 15,3 %, виробництво — 14,2 %.